# Garypus saxicola saxicola
Garypus saxicola saxicola es una subespecie de arácnido del orden Pseudoscorpionida de la familia Garypidae.

## Distribución geográfica
Se encuentra en Portugal y España.